# Белка и Стрелка (мюзикл)
Бе́лка и Стре́лка. Мю́зикл — детский музыкальный спектакль совместного производства продюсерского центра «Триумф» и кинокомпании «КиноАтис». Премьера состоялась 23 марта 2013 года в Москве на сцене «Дворца Культуры МИИТа». За основу сюжета взята история из полнометражного анимационного фильма 2010 года «Белка и Стрелка. Звёздные собаки» и анимационного сериала «Белка и Стрелка. Озорная семейка». Также присутствуют элементы реальной истории двух советских собак-космонавтов Белки и Стрелки, совершивших космический орбитальный полёт в 1960 году. Кроме обычных театральных декораций, в спектакле используются компьютерные спецэффекты, а актёры демонстрируют акробатические трюки и полёты. На момент премьеры мюзикла в Москве планировались гастроли и по другим регионам России.

## Сюжет
Собака Белка рассказывает своим детям Рексу, Дине и Бублику историю о том, как она, цирковая актриса, стала собакой-космонавтом. Однажды она замещала проспавшего актёра в опасном номере под куполом цирка. Ракета, в которой находилась актриса, из-за неисправности на большой скорости вылетела на улицу и приземлилась на окраине Москвы. Оказавшись в незнакомом районе, Белка познакомилась с бездомной собакой Стрелкой и её приятелем — крысой Веней.
Через некоторое время, убегая от бродячих псов-хулиганов, они попались ловцу бездомных собак, который сдал их военным, готовящим животных для полётов на космических ракетах. Белку, Стрелку, Веню и псов-хулиганов, которые тоже попались, привезли на Байконур в центр подготовки космонавтов. Инструктор собак — немецкая овчарка по кличке Казбек, проводил жёсткие тренировки, которое не все выдерживали. Белка, Стрелка и Веня, у которых были свои причины полететь в космос, приложили неимоверные усилия и, благодаря дружбе и взаимовыручке прошли все испытания. Космический полёт прошёл успешно, все вернулись на Землю. Белка вернулась в цирк, Стрелка стала известной и нашла свой дом.

## Особенности
Мюзикл является технически сложным проектом. Наряду с постоянно сменяющимися декорациями используются спецэффекты, 3D-графика и видео-проекция. Актёры выполняют сложные акробатические номера, при помощи специального оборудования осуществляется симуляция выходов в открытый космос, полёты людей над сценой. По словам создателей, это позволяет зрителям наиболее реалистично воспринимать сюжет, а также добавляет динамичность в сцены.
Продолжительность спектакля — 90 минут с одним антрактом. Бюджет мюзикла — около 20 млн рублей.
10 апреля 2013 года в канун Дня Космонавтики на пресс-конференции, посвящённой программе «Космос помогает детям», продюсер мюзикла и генеральный директор компании «КиноАтис» Вадим Сотсков озвучил одно из направлений медийных продуктов, посвящённых теме Белки и Стрелки и мюзикла в том числе. Цель направления: помочь детям развивать творческие способности, любовь к науке и спорту, стремление к мечте и волю к победе.

## Премьерный актёрский состав
| Актёр                                               | Роль    |
| --------------------------------------------------- | ------- |
| Ксения Попович, Анна Куркова и Наталья Варнакова    | Белка   |
| Анастасия Захарова, Юлия Пак и Яна Гущина           | Стрелка |
| Евгений Аксёнов, Дмитрий Уросов и Тимофей Ленских   | Веня    |
| Денис Ахматшин и Павел Вишняков                     | Казбек  |
| Илья Суздальцев, Евгений Киселёв и Пётр Иванов      | Рекс    |
| Евгения Лучникова, Ксения Попович и Виолетта Ершова | Дина    |
| Михаил Юров                                         | Бублик  |
| Юрий Ильиных и Максим Маминов                       | Кот     |
| Андрей Александрин и Иван Соколов                   | Попугай |
| Сергей Павлов и Андрей Грачёв                       | Мопс    |
| Дмитрий Соколов                                     | Полкан  |